# Raymond Vella
Raymond Vella (* 11. Januar 1959 in Marsa), häufig auch verkürzt als Ray Vella  bezeichnet sowie unter dem Spitznamen Il-Mundu bekannt, ist ein ehemaliger maltesischer Fußballspieler, der vorwiegend im Mittelfeld agierte. Er wurde zweimal zum Fußballer des Jahres in Malta gewählt.

## Laufbahn

### Verein
Vella begann seine Laufbahn 1975 beim Marsa FC und bestritt sein Debüt in der maltesischen First Division am 9. November 1975 in einem Spiel gegen den Hauptstadtverein FC Valletta, das 1:3 verloren wurde. Obwohl schon bald einige der großen Vereine Maltas ihn zu verpflichten suchten, wehrte der Marsa FC alle Abwerbungsversuche erfolgreich ab und konnte seinen „Superstar“ fast zehn Jahre lang halten.
Erst 1985 wechselte er für eine angebliche „Rekordsumme“ zu den Ħamrun Spartans, die in jenen Jahren die beste Phase ihrer Vereinsgeschichte durchlebten. In den Spielzeiten 1986/87 und 1987/88 gewann Vella mit seinem neuen Verein zweimal hintereinander das Double, den Meistertitel und den Pokalwettbewerb, und wurde darüber hinaus in der Saison 1986/87 zum Fußballer des Jahres gewählt; eine Auszeichnung, die ihm vier Spielzeiten später noch einmal zuteilwerden sollte. In derselben Saison gewann er mit den Spartans noch einmal den Meistertitel, während er sich 1989 und 1992 noch zwei weitere Male über einen Pokalsieg freuen durfte.
Nachdem der Mittelfeldakteur seinen Zenit überschritten hatte, wechselte Vella 1992/93 zum FC St. Andrews, bei dem er fortan als Libero agierte. 1995 beendete er seine aktive Laufbahn.

### Nationalmannschaft
Sein Debüt für die maltesische Nationalmannschaft bestritt Vella am 23. Mai 1984 in einem WM-Qualifikationsspiel gegen Schweden, das 0:4 verloren wurde. Knapp zehn Jahre später absolvierte Vella am 16. Februar 1994 sein 67. und letztes Länderspiel, das mit einem 1:0-Erfolg gegen Belgien endete.
Sein einziges Länderspieltor erzielte Vella am 10. Februar 1988 beim 2:1-Sieg gegen Tunesien.

## Erfolge
- Maltesischer Meister: 1987, 1988, 1991
- Maltesischer Pokalsieger: 1987, 1988, 1989, 1992
- Maltas Fußballer des Jahres: 1987, 1991